# Ministère des Finances (Érythrée)
Le ministère des Finances de l'Érythrée est responsable des politiques de finances publiques du pays. Son siège se situe dans la capitale, Asmara.

## Liste des ministres des Finances
| nom                        | années de service |
| -------------------------- | ----------------- |
| Haile Woldense (en)        | 1993-1997         |
| Ghebreselassie Yoseph (en) | 1997-2001         |
| Berhane Abrehe (en)        | 2001-2014         |
| Berhane Habtemariam (en)   | Depuis 2014       |